# Rappresentanti del Maine
Il Maine è attualmente rappresentato alla Camera dei rappresentanti degli Stati Uniti da due delegati, eletti in distretti uninominali con il sistema first-past-the-post ogni due anni. 
Il numero dei delegati è proporzionale alla popolazione dello stato, pertanto la rappresentanza alla Camera è variata molto nel corso della storia dello stato, da un minimo di due ad un massimo di otto rappresentanti. Dal 1963 lo stato conta due delegati alla Camera, numero confermato anche dall'ultimo censimento del 2020.

## Elenco

### Distrettoat-large
Quando il Maine divenne uno stato il 15 marzo 1820, gli venne assegnato un seggio alla Camera dei rappresentanti degli Stati Uniti per la parte restante del 16° Congresso, fino al 3 marzo 1821. All'inizio del 17° Congresso, gli vennero assegnati sei ulteriori seggi, spostati essenzialmente dal Massachusetts, e furono istituiti i distretti uninominali, eliminando il distretto at-large.
Durante il 48° Congresso (1883–1885), il Maine elesse i suoi quattro deputati alla Camera dei rappresentanti in un collegio unico.
| N.      | Foto    | Rappresentante          | Partito     | Carica          | Carica          | Congresso | Mandati | Elezioni                          |
| N.      | Foto    | Rappresentante          | Partito     | Inizio          | Termine         | Congresso | Mandati | Elezioni                          |
| ------- | ------- | ----------------------- | ----------- | --------------- | --------------- | --------- | ------- | --------------------------------- |
| Vacante | Vacante | Vacante                 | Vacante     | 15 marzo 1820   | 6 novembre 1820 | 16        |         |                                   |
| 1       |         | Joseph Dane (1778-1858) | Federalista | 6 novembre 1820 | 3 marzo 1821    | 16        | 1       | 1820 Candidatosi nel 1º distretto |

| N. seggio | Foto | Rappresentante                  | Partito      | Carica       | Carica       | Congresso | Mandato | Storia elettorale                 |
| N. seggio | Foto | Rappresentante                  | Partito      | Inizio       | Termine      | Congresso | Mandato | Storia elettorale                 |
| --------- | ---- | ------------------------------- | ------------ | ------------ | ------------ | --------- | ------- | --------------------------------- |
| 1         |      | Thomas B. Reed (1839-1902)      | Repubblicano | 4 marzo 1883 | 3 marzo 1885 | 48        | 1       | 1820 Candidatosi nel 1º distretto |
| 2         |      | Nelson Dingley Jr. (1832- 1899) | Repubblicano | 4 marzo 1883 | 3 marzo 1885 | 48        | 1       | 1820 Candidatosi nel 2º distretto |
| 3         |      | Seth L. Milliken (1831-1897)    | Repubblicano | 4 marzo 1883 | 3 marzo 1885 | 48        | 1       | 1820 Candidatosi nel 3º distretto |
| 4         |      | Charles A. Boutelle (1839-1901) | Repubblicano | 4 marzo 1883 | 3 marzo 1885 | 48        | 1       | 1820 Candidatosi nel 4º distretto |

### 1º distretto
| N.                                        | Foto                 | Rappresentante          | Partito                                       | Carica            | Carica            | Congresso                                           | Mandati                   | Elezioni                                                                                                 |
| N.                                        | Foto                 | Rappresentante          | Partito                                       | Inizio            | Termine           | Congresso                                           | Mandati                   | Elezioni                                                                                                 |
| ----------------------------------------- | -------------------- | ----------------------- | --------------------------------------------- | ----------------- | ----------------- | --------------------------------------------------- | ------------------------- | --- |
| Il distretto venne creato il 4 marzo 1821 |                      |                         |                                               |                   |                   |                                                     |                           | |
| 1                                         |                      | Joseph Dane             | Federalista                                   | 4 marzo 1821      | 3 marzo 1823      | 17                                                  | 1                         | 1820 Ricandidatosi nel 3° distretto                                                                      |
| 2                                         |                      | William Burleigh        | Democratico-Repubblicano poi Anti-Jacksoniano | 4 marzo 1823      | 2 luglio 1827     | 18 · 19 · 20                                        | 2 1⁄2                     | 1823 · 1824 · 1826 Deceduto                                                                              |
| Vacante                                   | Vacante              | Vacante                 | Vacante                                       | 2 luglio 1827     | 10 settembre 1827 | 20                                                  |                           | |
| 3                                         |                      | Rufus McIntire          | Jacksoniano                                   | 10 settembre 1827 | 3 marzo 1835      | 20 · 21 · 22 · 23                                   | 3 1⁄2                     | Eletto per terminare il mandato di Burleigh · 1828 · 1830 · 1833 Non ricandidatosi                       |
| 4                                         |                      | John Fairfield          | Democratico                                   | 4 marzo 1835      | 24 dicembre 1838  | 24 · 25                                             | 1 1⁄2                     | 1834 · 1836 Eletto Governatore                                                                           |
| Vacante                                   | Vacante              | Vacante                 | Vacante                                       | 24 dicembre 1838  | 3 marzo 1839      | 25                                                  |                           | |
| 5                                         |                      | Nathan Clifford         | Democratico                                   | 4 marzo 1839      | 3 marzo 1843      | 26 · 27                                             | 2                         | 1838 · 1840 Non ricandidatosi                                                                            |
| 6                                         |                      | Joshua Herrick          | Democratico                                   | 4 marzo 1843      | 3 marzo 1845      | 28                                                  | 1                         | 1843 Non ottenne la ricandidatura                                                                        |
| 7                                         |                      | John Fairfield Scamman  | Democratico                                   | 4 marzo 1845      | 3 marzo 1847      | 29                                                  | 1                         | 1844 Non ricandidatosi                                                                                   |
| 8                                         |                      | David Hammons           | Democratico                                   | 4 marzo 1847      | 3 marzo 1849      | 30                                                  | 1                         | 1846 Non ricandidatosi                                                                                   |
| 9                                         |                      | Elbridge Gerry          | Democratico                                   | 4 marzo 1849      | 3 marzo 1851      | 31                                                  | 1                         | 1848 Non ricandidatosi                                                                                   |
| 10                                        |                      | Moses Macdonald         | Democratico                                   | 4 marzo 1851      | 3 marzo 1855      | 32 · 33                                             | 2                         | 1850 · 1852 Non ricandidatosi                                                                            |
| 11                                        |                      | John M. Wood            | Repubblicano                                  | 4 marzo 1855      | 3 marzo 1859      | 34 · 35                                             | 2                         | 1854 · 1856 Non ricandidatosi                                                                            |
| 12                                        |                      | Daniel E. Somes         | Repubblicano                                  | 4 marzo 1859      | 3 marzo 1861      | 36                                                  | 1                         | 1858 Non ricandidatosi                                                                                   |
| 13                                        |                      | John N. Goodwin         | Repubblicano                                  | 4 marzo 1861      | 3 marzo 1863      | 37                                                  | 1                         | 1860 Perse la rielezione                                                                                 |
| 14                                        |                      | Lorenzo De Medici Sweat | Democratico                                   | 4 marzo 1863      | 3 marzo 1865      | 38                                                  | 1                         | 1862 Perse la rielezione                                                                                 |
| 15                                        |                      | John Lynch              | Repubblicano                                  | 4 marzo 1865      | 3 marzo 1873      | 39 · 40 · 41 · 42                                   | 4                         | 1864 · 1866 · 1868 · 1870 Non ricandidatosi                                                              |
| 16                                        |                      | John H. Burleigh        | Repubblicano                                  | 4 marzo 1873      | 3 marzo 1877      | 43 · 44                                             | 2                         | 1872 · 1874 Non ottenne la ricandidatura                                                                 |
| 17                                        |                      | Thomas Brackett Reed    | Repubblicano                                  | 4 marzo 1877      | 3 marzo 1883      | 45 · 46 · 47                                        | 3                         | 1876 · 1878 · 1880 Ricandidatosi nel distretto at-large                                                  |
| Distretto non attivo                      | Distretto non attivo | Distretto non attivo    | Distretto non attivo                          | 4 marzo 1883      | 3 marzo 1885      | 48                                                  | Distretto at-large attivo | Distretto at-large attivo                                                                                |
| 18                                        |                      | Thomas Brackett Reed    | Repubblicano                                  | 4 marzo 1885      | 4 settembre 1899  | 49 · 50 · 51 · 52 · 53 · 54 · 55 · 56               | 7 1⁄2                     | 1884 · 1886 · 1888 · 1890 · 1892 · 1894 · 1896 · 1898 Dimessosi in protesta alla guerra ispano-americana |
| Vacante                                   | Vacante              | Vacante                 | Vacante                                       | 4 settembre 1899  | 6 novembre 1899   | 56                                                  |                           | |
| 19                                        |                      | Amos L. Allen           | Repubblicano                                  | 6 novembre 1899   | 20 febbraio 1911  | 56 · 57 · 58 · 59 · 60 · 61                         | 5 1⁄2                     | Eletto per terminare il mandato di Reed · 1900 · 1902 · 1904 · 1906 · 1908 Deceduto                      |
| 20                                        |                      | Asher C. Hinds          | Repubblicano                                  | 4 marzo 1911      | 3 marzo 1917      | 62 · 63 · 64                                        | 3                         | 1910 · 1912 · 1914 Non ricandidatosi                                                                     |
| 21                                        |                      | Louis B. Goodall        | Repubblicano                                  | 4 marzo 1917      | 3 marzo 1921      | 65 · 66                                             | 3                         | 1916 · 1918 Non ricandidatosi                                                                            |
| 22                                        |                      | Carroll L. Beedy        | Repubblicano                                  | 4 marzo 1921      | 3 gennaio 1935    | 67 · 68 · 69 · 70 · 71 · 72 · 73                    | 7                         | 1920 · 1922 · 1924 · 1926 · 1928 · 1930 · 1932 Perse la rielezione                                       |
| 23                                        |                      | Simon M. Hamlin         | Democratico                                   | 3 gennaio 1935    | 3 gennaio 1937    | 74                                                  | 1                         | 1934 Perse la rielezione                                                                                 |
| 24                                        |                      | James C. Oliver         | Repubblicano                                  | 3 gennaio 1937    | 3 gennaio 1943    | 75 · 76 · 77                                        | 3                         | 1936 · 1938 · 1940 Non ottenne la ricandidatura                                                          |
| 25                                        |                      | Robert Hale             | Repubblicano                                  | 3 gennaio 1943    | 3 gennaio 1959    | 78 · 79 · 80 · 81 · 82 · 83 · 84 · 85               | 8                         | 1942 · 1944 · 1946 · 1948 · 1950 · 1952 · 1954 · 1956 Perse la rielezione                                |
| 26                                        |                      | James C. Oliver         | Democratico                                   | 3 gennaio 1959    | 3 gennaio 1961    | 86                                                  | 1                         | 1958 Perse la rielezione                                                                                 |
| 27                                        |                      | Peter Garland           | Repubblicano                                  | 3 gennaio 1961    | 3 gennaio 1963    | 87                                                  | 1                         | 1960 Non ottenne la ricandidatura                                                                        |
| 28                                        |                      | Stanley R. Tupper       | Repubblicano                                  | 3 gennaio 1963    | 3 gennaio 1967    | 88 · 89                                             | 2                         | 1962 · 1964 Non ricandidatosi                                                                            |
| 29                                        |                      | Peter Kyros             | Democratico                                   | 3 gennaio 1967    | 3 gennaio 1975    | 90 · 91 · 92 · 93                                   | 4                         | 1966 · 1968 · 1970 · 1972 Perse la rielezione                                                            |
| 30                                        |                      | David F. Emery          | Repubblicano                                  | 3 gennaio 1975    | 3 gennaio 1983    | 94 · 95 · 96 · 97                                   | 4                         | 1974 · 1976 · 1978 · 1980 Candidatosi al Senato                                                          |
| 31                                        |                      | John R. McKernan Jr.    | Repubblicano                                  | 3 gennaio 1983    | 3 gennaio 1987    | 98 · 99                                             | 2                         | 1982 · 1984 Candidatosi come Governatore                                                                 |
| 32                                        |                      | Joseph E. Brennan       | Democratico                                   | 3 gennaio 1987    | 3 gennaio 1991    | 100 · 101                                           | 2                         | 1986 · 1988 Candidatosi come Governatore                                                                 |
| 33                                        |                      | Thomas Andrews          | Democratico                                   | 3 gennaio 1991    | 3 gennaio 1995    | 102 · 103                                           | 2                         | 1990 · 1992 Candidatosi al Senato                                                                        |
| 34                                        |                      | James B. Longley Jr.    | Repubblicano                                  | 3 gennaio 1995    | 3 gennaio 1997    | 104                                                 | 1                         | 1994 Perse la rielezione                                                                                 |
| 35                                        |                      | Tom Allen               | Democratico                                   | 3 gennaio 1997    | 3 gennaio 2009    | 105 · 106 · 107 · 108 · 109 · 110                   | 6                         | 1996 · 1998 · 2000 · 2002 · 2004 · 2006 Candidatosi al Senato                                            |
| 36                                        |                      | Chellie Pingree         | Democratico                                   | 3 gennaio 2009    | in carica         | 111 · 112 · 113 · 114 · 115 · 116 · 117 · 118 · 119 | 9                         | 2008 · 2010 · 2012 · 2014 · 2016 · 2018 · 2020 · 2022 · 2024                                             |

### 2º distretto
| N.                                        | Foto                 | Rappresentante         | Partito                     | Carica            | Carica            | Congresso                                 | Mandati                   | Elezioni                                                                                     |
| N.                                        | Foto                 | Rappresentante         | Partito                     | Inizio            | Termine           | Congresso                                 | Mandati                   | Elezioni                                                                                     |
| ----------------------------------------- | -------------------- | ---------------------- | --------------------------- | ----------------- | ----------------- | ----------------------------------------- | ------------------------- | -------------------------------------------------------------------------------------------- |
| Il distretto venne creato il 4 marzo 1821 |                      |                        |                             |                   |                   |                                           |                           |                                                                                              |
| 1                                         |                      | Ezekiel Whitman        | Federalista                 | 4 marzo 1821      | 1° giugno 1822    | 17                                        | 1⁄2                       | 1820 Dimessosi                                                                               |
| Vacante                                   | Vacante              | Vacante                | Vacante                     | 1° giugno 1822    | 2 dicembre 1822   | 17                                        |                           |                                                                                              |
| 2                                         |                      | Mark Harris            | Democratico-Repubblicano    | 2 dicembre 1822   | 3 marzo 1823      | 17                                        | 1⁄2                       | Eletto per terminare il mandato di Whitman Non ricandidatosi                                 |
| 3                                         |                      | Stephen Longfellow     | Federalista                 | 4 marzo 1823      | 3 marzo 1825      | 18                                        | 1                         | 1823 Perse la rielezione                                                                     |
| 4                                         |                      | John Anderson          | Jacksoniano                 | 4 marzo 1825      | 3 marzo 1833      | 19 · 20 · 21 · 22                         | 4                         | 1824 · 1826 · 1828 · 1830 Candidatosi a sindaco di Portland                                  |
| 5                                         |                      | Francis Smith          | Jacksoniano poi Democratico | 4 marzo 1833      | 3 marzo 1839      | 23 · 24 · 25                              | 3                         | 1833 · 1834 · 1836 Perse la rielezione                                                       |
| 6                                         |                      | Albert Smith           | Democratico                 | 4 marzo 1839      | 3 marzo 1841      | 26                                        | 1                         | 1838 Perse la rielezione                                                                     |
| 7                                         |                      | William Pitt Fessenden | Whig                        | 4 marzo 1841      | 3 marzo 1843      | 27                                        | 1                         | 1840 Non ricandidatosi                                                                       |
| 8                                         |                      | Robert P. Dunlap       | Democratico                 | 4 marzo 1843      | 3 marzo 1847      | 28 · 29                                   | 2                         | 1843 · 1844 Non ricandidatosi                                                                |
| 9                                         |                      | Asa Clapp              | Democratico                 | 4 marzo 1847      | 3 marzo 1849      | 30                                        | 1                         | 1846 Non ricandidatosi                                                                       |
| 10                                        |                      | Nathaniel Littlefield  | Democratico                 | 4 marzo 1849      | 3 marzo 1851      | 31                                        | 1                         | 1848 Non ricandidatosi                                                                       |
| 11                                        |                      | John Appleton          | Democratico                 | 4 marzo 1851      | 3 marzo 1853      | 32                                        | 1                         | 1850 Non ricandidatosi                                                                       |
| 12                                        |                      | Samuel Mayall          | Democratico                 | 4 marzo 1853      | 3 marzo 1855      | 33                                        | 1                         | 1852 Non ricandidatosi                                                                       |
| 13                                        |                      | John J. Perry          | Opposizione                 | 4 marzo 1855      | 3 marzo 1857      | 34                                        | 1                         | 1854 Non ricandidatosi                                                                       |
| 14                                        |                      | Charles J. Gilman      | Repubblicano                | 4 marzo 1857      | 3 marzo 1859      | 35                                        | 1                         | 1856 Non ricandidatosi                                                                       |
| 15                                        |                      | John J. Perry          | Repubblicano                | 4 marzo 1859      | 3 marzo 1861      | 36                                        | 1                         | 1858 Non ricandidatosi                                                                       |
| 16                                        |                      | Charles W. Walton      | Repubblicano                | 4 marzo 1861      | 26 maggio 1862    | 37                                        | 1⁄2                       | 1860 Dimessosi per divenire giudice alla Corte suprema del Maine                             |
| Vacante                                   | Vacante              | Vacante                | Vacante                     | 26 maggio 1862    | 1 dicembre 1862   | 37                                        |                           |                                                                                              |
| 17                                        |                      | Thomas Fessenden       | Repubblicano                | 1 dicembre 1862   | 3 marzo 1863      | 37                                        | 1⁄2                       | Eletto per terminare il mandato di Walton Non ricandidatosi                                  |
| 18                                        |                      | Sidney Perham          | Repubblicano                | 4 marzo 1863      | 3 marzo 1869      | 38 · 39 · 40                              | 3                         | 1862 · 1864 · 1866 Non ricandidatosi                                                         |
| 19                                        |                      | Samuel P. Morrill      | Repubblicano                | 4 marzo 1869      | 3 marzo 1871      | 41                                        | 1                         | 1868 Non ottenne la ricandidatura                                                            |
| 20                                        |                      | William P. Frye        | Repubblicano                | 4 marzo 1871      | 17 marzo 1881     | 42 · 43 · 44 · 45 · 46 · 47               | 5 1⁄2                     | 1870 · 1872 · 1874 · 1876 · 1878 · 1880 Eletto al Senato                                     |
| Vacante                                   | Vacante              | Vacante                | Vacante                     | 17 marzo 1881     | 12 settembre 1881 | 47                                        |                           |                                                                                              |
| 21                                        |                      | Nelson Dingley Jr.     | Repubblicano                | 12 settembre 1881 | 3 marzo 1883      | 47                                        | 1⁄2                       | Eletto per terminare il mandato di Frye Candidatosi nel distretto at-large                   |
| Distretto non attivo                      | Distretto non attivo | Distretto non attivo   | Distretto non attivo        | 4 marzo 1883      | 3 marzo 1885      | 48                                        | Distretto at-large attivo | Distretto at-large attivo                                                                    |
| 22                                        |                      | Nelson Dingley Jr.     | Repubblicano                | 4 marzo 1885      | 13 gennaio 1899   | 48 · 49 · 50 · 51 · 52 · 53 · 54 · 55     | 6 1⁄2                     | 1884 · 1886 · 1888 · 1890 · 1892 · 1894 · 1896 · 1898 Deceduto                               |
| Vacante                                   | Vacante              | Vacante                | Vacante                     | 13 gennaio 1899   | 19 giugno 1899    | 55 · 56                                   |                           |                                                                                              |
| 23                                        |                      | Charles E. Littlefield | Repubblicano                | 19 giugno 1899    | 30 settembre 1908 | 56 · 57 · 58 · 59 · 60                    | 3 1⁄2                     | Eletto per terminare il mandato di Dingley · 1900 · 1902 · 1904 · 1906 Dimessosi             |
| Vacante                                   | Vacante              | Vacante                | Vacante                     | 30 settembre 1908 | 3 novembre 1908   | 60                                        |                           |                                                                                              |
| 24                                        |                      | John P. Swasey         | Repubblicano                | 3 novembre 1908   | 3 marzo 1911      | 60 · 61                                   | 1 1⁄2                     | Eletto per terminare il mandato di Littlefield · 1908 Perse la rielezione                    |
| 25                                        |                      | Daniel J. McGillicuddy | Democratico                 | 4 marzo 1911      | 3 marzo 1917      | 62 · 63 · 64                              | 3                         | 1910 · 1912 · 1914 Perse la rielezione                                                       |
| 26                                        |                      | Wallace H. White Jr.   | Repubblicano                | 4 marzo 1917      | 3 marzo 1931      | 65 · 66 · 67 · 68 · 69 · 70 · 71          | 7                         | 1916 · 1918 · 1920 · 1922 · 1924 · 1926 · 1928 Candidatosi al Senato                         |
| 27                                        |                      | Donald B. Partridge    | Repubblicano                | 4 marzo 1931      | 3 marzo 1933      | 72                                        | 1                         | 1930 Non ricandidatosi                                                                       |
| 28                                        |                      | Edward C. Moran Jr.    | Democratico                 | 4 marzo 1933      | 3 gennaio 1937    | 73 · 74                                   | 2                         | 1932 · 1934 Non ricandidatosi                                                                |
| 29                                        |                      | Clyde H. Smith         | Repubblicano                | 3 gennaio 1937    | 8 aprile 1940     | 75 · 76                                   | 1 1⁄2                     | 1936 · 1938 Deceduto                                                                         |
| Vacante                                   | Vacante              | Vacante                | Vacante                     | 8 aprile 1940     | 3 giugno 1940     | 76                                        |                           |                                                                                              |
| 30                                        |                      | Margaret Chase Smith   | Repubblicano                | 3 giugno 1940     | 3 gennaio 1949    | 75 · 77 · 78 · 79 · 80                    | 4 1⁄2                     | Eletta per terminare il mandato del marito · 1940 · 1942 · 1944 · 1946 Candidatasi al Senato |
| 31                                        |                      | Charles P. Nelson      | Repubblicano                | 3 gennaio 1949    | 3 gennaio 1957    | 81 · 82 · 83 · 84                         | 4                         | 1948 · 1950 · 1952 · 1954 Non ricandidatosi                                                  |
| 32                                        |                      | Frank M. Coffin        | Democratico                 | 3 gennaio 1957    | 3 gennaio 1961    | 85 · 86                                   | 2                         | 1956 · 1958 Candidatosi a Governatore                                                        |
| 33                                        |                      | Stanley R. Tupper      | Repubblicano                | 3 gennaio 1961    | 3 gennaio 1963    | 87                                        | 1                         | 1960 Ricandidatosi nel 1° distretto                                                          |
| 34                                        |                      | Clifford G. McIntire   | Repubblicano                | 3 gennaio 1963    | 3 gennaio 1965    | 88                                        | 1                         | 1962 Candidatosi al Senato                                                                   |
| 35                                        |                      | William Hathaway       | Democratico                 | 3 gennaio 1965    | 3 gennaio 1973    | 89 · 90 · 91 · 92                         | 4                         | 1964 · 1966 · 1968 · 1970 Candidatosi al Senato                                              |
| 36                                        |                      | William Cohen          | Repubblicano                | 3 gennaio 1973    | 3 gennaio 1979    | 93 · 94 · 95                              | 3                         | 1972 · 1974 · 1976 Candidatosi al Senato                                                     |
| 37                                        |                      | Olympia Snowe          | Repubblicano                | 3 gennaio 1979    | 3 gennaio 1995    | 96 · 97 · 98 · 99 · 100 · 101 · 102 · 103 | 8                         | 1978 · 1980 · 1982 · 1984 · 1986 · 1988 · 1990 · 1992 Candidatasi al Senato                  |
| 38                                        |                      | John Baldacci          | Democratico                 | 3 gennaio 1995    | 3 gennaio 2003    | 104 · 105 · 106 · 107                     | 4                         | 1994 · 1996 · 1998 · 2000 Candidatosi a Governatore                                          |
| 39                                        |                      | Mike Michaud           | Democratico                 | 3 gennaio 2003    | 3 gennaio 2015    | 108 · 109 · 110 · 111 · 112 · 113         | 6                         | 2002 · 2004 · 2006 · 2008 · 2010 · 2012 Candidatosi a Governatore                            |
| 40                                        |                      | Bruce Poliquin         | Repubblicano                | 3 gennaio 2015    | 3 gennaio 2019    | 114 · 115                                 | 2                         | 2014 · 2016 Perse la rielezione                                                              |
| 41                                        |                      | Jared Golden           | Democratico                 | 3 gennaio 2019    | in carica         | 116 · 117 · 118 · 119                     | 4                         | 2018 · 2020 · 2022 · 2024                                                                    |

### 3º distretto
| N.                                             | Foto                 | Rappresentante          | Partito                                       | Carica           | Carica           | Congresso                        | Mandati                   | Elezioni |
| N.                                             | Foto                 | Rappresentante          | Partito                                       | Inizio           | Termine          | Congresso                        | Mandati                   | Elezioni |
| ---------------------------------------------- | -------------------- | ----------------------- | --------------------------------------------- | ---------------- | ---------------- | -------------------------------- | ------------------------- | --- |
| Il distretto venne creato il 4 marzo 1821      |                      |                         |                                               |                  |                  |                                  |                           | |
| 1                                              |                      | Mark Langdon Hill       | Democratico-Repubblicano                      | 4 marzo 1821     | 3 marzo 1823     | 17                               | 1                         | 1821 Perse la rielezione                                                                                     |
| 2                                              |                      | Ebenezer Herrick        | Democratico-Repubblicano poi Anti-Jacksoniano | 4 marzo 1823     | 3 marzo 1827     | 18 · 19                          | 2                         | 1823 · 1825 Non ricandidatosi                                                                                |
| 3                                              |                      | Joseph F. Wingate       | Anti-Jacksoniano                              | 4 marzo 1827     | 3 marzo 1831     | 20 · 21                          | 2                         | 1826 · 1828 Non ricandidatosi                                                                                |
| 4                                              |                      | Edward Kavanagh         | Jacksoniano                                   | 4 marzo 1831     | 3 marzo 1835     | 22 · 23                          | 2                         | 1830 · 1833 Perse la rielezione                                                                              |
| 5                                              |                      | Jeremiah Bailey         | Anti-Jacksoniano                              | 4 marzo 1835     | 3 marzo 1837     | 24                               | 1                         | 1834 Perse la rielezione                                                                                     |
| 6                                              |                      | Jonathan Cilley         | Democratico                                   | 4 marzo 1837     | 24 febbraio 1838 | 25                               | 1⁄2                       | 1836 Deceduto                                                                                                |
| Vacante                                        | Vacante              | Vacante                 | Vacante                                       | 24 febbraio 1838 | 28 aprile 1838   | 25                               |                           | |
| 7                                              |                      | Edward Robinson         | Whig                                          | 28 aprile 1838   | 3 marzo 1938     | 25                               | 1⁄2                       | Eletto per terminare il mandato di Cilley Non ricandidatosi                                                  |
| 8                                              |                      | Benjamin Randal         | Whig                                          | 4 marzo 1839     | 3 marzo 1843     | 26 · 27                          | 2                         | 1838 · 1840 Non ricandidatosi                                                                                |
| 9                                              |                      | Luther Severance        | Whig                                          | 4 marzo 1843     | 3 marzo 1847     | 28 · 29                          | 2                         | 1843 · 1844 Non ricandidatosi                                                                                |
| 10                                             |                      | Hiram Belcher           | Whig                                          | 4 marzo 1847     | 3 marzo 1849     | 30                               | 1                         | 1846 Non ricandidatosi                                                                                       |
| 11                                             |                      | John Otis               | Whig                                          | 4 marzo 1849     | 3 marzo 1851     | 31                               | 1                         | 1848 Non ricandidatosi                                                                                       |
| 12                                             |                      | Robert Goodenow         | Whig                                          | 4 marzo 1851     | 3 marzo 1853     | 32                               | 1                         | 1850 Non ottenne la ricandidatura                                                                            |
| 13                                             |                      | E. Wilder Farley        | Whig                                          | 4 marzo 1853     | 3 marzo 1855     | 33                               | 1                         | 1852 Perse la rielezione                                                                                     |
| 13                                             |                      | E. Wilder Farley        | Whig                                          | 4 marzo 1853     | 3 marzo 1855     | 33                               | 1                         | 1852 Perse la rielezione                                                                                     |
| 14                                             |                      | Ebenezer Knowlton       | Opposizione                                   | 4 marzo 1855     | 3 marzo 1857     | 34                               | 1                         | 1854 Non ricandidatosi                                                                                       |
| 15                                             |                      | Nehemiah Abbott         | Repubblicano                                  | 4 marzo 1857     | 3 marzo 1859     | 35                               | 1                         | 1856 Non ricandidatosi                                                                                       |
| 16                                             |                      | Ezra B. French          | Repubblicano                                  | 4 marzo 1859     | 3 marzo 1861     | 36                               | 1                         | 1858 Non ricandidatosi                                                                                       |
| 17                                             |                      | Samuel C. Fessenden     | Repubblicano                                  | 4 marzo 1861     | 3 marzo 1863     | 37                               | 3                         | 1860 Non ricandidatosi                                                                                       |
| 18                                             |                      | James G. Blaine         | Repubblicano                                  | 4 marzo 1863     | 10 luglio 1876   | 38 · 39 · 40 · 41 · 42 · 43 · 44 | 6 1⁄2                     | 1862 · 1864 · 1866 · 1868 · 1870 · 1872 · 1874 Dimessosi perché eletto al Senato                             |
| Vacante                                        | Vacante              | Vacante                 | Vacante                                       | 10 luglio 1876   | 4 dicembre 1876  | 44                               |                           | |
| 19                                             |                      | Edwin Flye              | Repubblicano                                  | 4 dicembre 1876  | 3 marzo 1877     | 44                               | 1⁄2                       | Eletto per terminare il mandato di Blaine Non ricandidatosi                                                  |
| 20                                             |                      | Stephen Decatur Lindsey | Repubblicano                                  | 4 marzo 1877     | 3 marzo 1883     | 45 · 46 · 47                     | 3                         | 1876 · 1878 · 1880 Non ricandidatosi                                                                         |
| Distretto non attivo                           | Distretto non attivo | Distretto non attivo    | Distretto non attivo                          | 4 marzo 1883     | 3 marzo 1885     | 48                               | Distretto at-large attivo | Distretto at-large attivo                                                                                    |
| 21                                             |                      | Seth Milliken           | Repubblicano                                  | 4 marzo 1885     | 18 aprile 1897   | 49 · 50 · 51 · 52 · 53 · 54 · 55 | 6 1⁄2                     | 1884 · 1886 · 1888 · 1890 · 1892 · 1894 · 1896 Deceduto                                                      |
| Vacante                                        | Vacante              | Vacante                 | Vacante                                       | 18 aprile 1897   | 21 giugno 1897   | 55                               |                           | |
| 22                                             |                      | Edwin C. Burleigh       | Repubblicano                                  | 21 giugno 1897   | 3 marzo 1911     | 55 · 56 · 57 · 58 · 59 · 60 · 61 | 6 1⁄2                     | Eletto per terminare il mandato di Milliken · 1898 · 1900 · 1902 · 1904 · 1906 · 1908 Perse la rielezione    |
| 23                                             |                      | Samuel W. Gould         | Democratico                                   | 4 marzo 1911     | 3 marzo 1913     | 62                               | 1                         | 1910 Perse la rielezione                                                                                     |
| 24                                             |                      | Forrest Goodwin         | Repubblicano                                  | 4 marzo 1913     | 28 maggio 1913   | 63                               | 1⁄2                       | 1912 Deceduto                                                                                                |
| Vacante                                        | Vacante              | Vacante                 | Vacante                                       | 28 maggio 1913   | 9 settembre 1913 | 63                               |                           | |
| 25                                             |                      | John A. Peters          | Repubblicano                                  | 9 settembre 1913 | 2 gennaio 1922   | 63 · 64 · 65 · 66 · 67           | 6 1⁄2                     | Eletto per terminare il mandato di Goodwin · 1914 · 1916 · 1918 · 1920 Eletto giudice distrettuale           |
| Vacante                                        | Vacante              | Vacante                 | Vacante                                       | 2 gennaio 1922   | 20 marzo 1922    | 67                               |                           | |
| 26                                             |                      | John E. Nelson          | Repubblicano                                  | 20 marzo 1922    | 3 marzo 1933     | 67 · 68 · 69 · 70 · 71 · 72      | 5 1⁄2                     | Eletto per terminare il mandato di Peters · 1922 · 1924 · 1926 · 1928 · 1930 Perse la rielezione             |
| 27                                             |                      | John G. Utterback       | Democratico                                   | 4 marzo 1933     | 3 gennaio 1935   | 73                               | 1                         | 1932 Perse la rielezione                                                                                     |
| 28                                             |                      | Ralph O. Brewster       | Repubblicano                                  | 3 gennaio 1935   | 3 gennaio 1941   | 74 · 75 · 76                     | 3                         | 1934 · 1936 · 1938 Candidatosi al Senato                                                                     |
| 29                                             |                      | Frank Fellows           | Repubblicano                                  | 3 gennaio 1941   | 27 agosto 1951   | 77 · 78 · 79 · 80 · 81 · 82      | 5 1⁄2                     | 1940 · 1942 · 1944 · 1946 · 1948 · 1950 Deceduto                                                             |
| Vacante                                        | Vacante              | Vacante                 | Vacante                                       | 27 agosto 1951   | 22 ottobre 1951  | 82                               |                           | |
| 30                                             |                      | Clifford McIntire       | Repubblicano                                  | 22 ottobre 1951  | 3 gennaio 1963   | 82 · 83 · 84 · 85 · 86 · 87      | 5 1⁄2                     | Eletto per terminare il mandato di Fellows · 1952 · 1954 · 1956 · 1958 · 1960 Ricandidatosi nel 2° distretto |
| Il distretto venne eliminato il 3 gennaio 1963 |                      |                         |                                               |                  |                  |                                  |                           | |

### 4º distretto
| N.                                           | Foto                 | Rappresentante         | Partito                   | Carica          | Carica            | Congresso                             | Mandati                   | Elezioni                                                                                              |
| N.                                           | Foto                 | Rappresentante         | Partito                   | Inizio          | Termine           | Congresso                             | Mandati                   | Elezioni                                                                                              |
| -------------------------------------------- | -------------------- | ---------------------- | ------------------------- | --------------- | ----------------- | ------------------------------------- | ------------------------- | --- |
| Il distretto venne creato il 4 marzo 1821    |                      |                        |                           |                 |                   |                                       |                           | |
| 1                                            |                      | William D. Williamson  | Democratico-Repubblicano  | 4 marzo 1821    | 3 marzo 1823      | 17                                    | 1                         | 1821 Perse la rielezione nel 7° distretto                                                             |
| 2                                            |                      | Joshua Cushman         | Democratico-Repubblicano  | 4 marzo 1823    | 3 marzo 1825      | 18                                    | 1                         | 1823 Perse la rielezione                                                                              |
| 3                                            |                      | Peleg Sprague          | Anti-Jacksoniano          | 4 marzo 1825    | 3 marzo 1829      | 19 · 20                               | 2                         | 1825 · 1826 · 18381828 Eletto al Senato                                                               |
| Vacante                                      | Vacante              | Vacante                | Vacante                   | 4 marzo 1829    | 20 luglio 1829    | 21                                    |                           | |
| 4                                            |                      | George Evans           | Anti-Jacksoniano poi Whig | 20 luglio 1829  | 3 marzo 1841      | 21 · 22 · 23 · 24 · 25 · 26           | 5 1⁄2                     | Eletto per terminare il mandato di Sprague · 1830 · 1833 · 1834 · 1836 · 1838 · 1840 Eletto al Senato |
| Vacante                                      | Vacante              | Vacante                | Vacante                   | 4 marzo 1841    | 31 maggio 1841    | 27                                    |                           | |
| 5                                            |                      | David Bronson          | Whig                      | 31 maggio 1841  | 3 marzo 1843      | 27                                    | 1⁄2                       | Eletto per terminare il mandato di Evans Non ricandidatosi                                            |
| 6                                            |                      | Freeman H. Morse       | Whig                      | 4 marzo 1843    | 3 marzo 1845      | 28                                    | 1                         | 1843 Non ricandidatosi                                                                                |
| 7                                            |                      | John D. McCrate        | Democratico               | 4 marzo 1945    | 3 marzo 1947      | 29                                    | 1                         | 1844 Non ricandidatosi                                                                                |
| 8                                            |                      | Franklin Clark         | Democratico               | 4 marzo 1847    | 3 marzo 1849      | 30                                    | 1                         | 1846 Non ricandidatosi                                                                                |
| 9                                            |                      | Rufus K. Goodenow      | Whig                      | 4 marzo 1849    | 3 marzo 1851      | 31                                    | 1                         | 1848 Non ricandidatosi                                                                                |
| 10                                           |                      | Charles Andrews        | Democratico               | 4 marzo 1851    | 30 aprile 1852    | 32                                    | 1⁄2                       | 1852 Deceduto                                                                                         |
| Vacante                                      | Vacante              | Vacante                | Vacante                   | 30 aprile 1852  | 25 giugno 1852    | 32                                    |                           | |
| 11                                           |                      | Isaac Reed             | Whig                      | 25 giugno 1852  | 3 marzo 1853      | 32                                    | 1⁄2                       | Eletto per terminare il mandato di Andrews Non ricandidatosi                                          |
| 12                                           |                      | Samuel P. Benson       | Whig poi Opposizione      | 4 marzo 1853    | 3 marzo 1857      | 33 · 34                               | 2                         | 1852 · 1854 Non ricandidatosi                                                                         |
| 13                                           |                      | Freeman H. Morse       | Repubblicano              | 4 marzo 1857    | 3 marzo 1861      | 35 · 36                               | 2                         | 1856 · 1858 Non ricandidatosi                                                                         |
| 14                                           |                      | Anson P. Morrill       | Repubblicano              | 4 marzo 1861    | 3 marzo 1863      | 37                                    | 1                         | 1860 Non ricandidatosi                                                                                |
| 15                                           |                      | John H. Rice           | Repubblicano              | 4 marzo 1863    | 3 marzo 1867      | 38 · 39                               | 2                         | 1862 · 1864 Non ricandidatosi                                                                         |
| 16                                           |                      | John A. Peters         | Repubblicano              | 4 marzo 1867    | 3 marzo 1873      | 40 · 41 · 42                          | 3                         | 1866 · 1868 · {1870 Non ricandidatosi                                                                 |
| 17                                           |                      | Samuel F. Hersey       | Repubblicano              | 4 marzo 1873    | 3 febbraio 1875   | 43                                    | 1                         | 1872 · 1874 Deceduto prima dell'inizio del mandato                                                    |
| Vacante                                      | Vacante              | Vacante                | Vacante                   | 3 febbraio 1875 | 13 settembre 1875 | 43                                    |                           | |
| 18                                           |                      | Harris M. Plaisted     | Repubblicano              | 3 febbraio 1875 | 3 marzo 1877      | 43                                    | 1⁄2                       | Eletto per terminare il mandato di Hersey Non ricandidatosi                                           |
| 19                                           |                      | Llewellyn Powers       | Repubblicano              | 4 marzo 1877    | 3 marzo 1879      | 45                                    | 1                         | 1876 Perse la rielezione                                                                              |
| 20                                           |                      | George Washington Ladd | Greenback                 | 3 marzo 1879    | 3 marzo 1883      | 46 · 47                               | 1⁄2                       | 1878 · 1880 Perse la rielezione nel distretto at-large                                                |
| Distretto non attivo                         | Distretto non attivo | Distretto non attivo   | Distretto non attivo      | 4 marzo 1883    | 3 marzo 1885      | 48                                    | Distretto at-large attivo | Distretto at-large attivo                                                                             |
| 21                                           |                      | Charles A. Boutelle    | Repubblicano              | 4 marzo 1885    | 3 marzo 1901      | 49 · 50 · 51 · 52 · 53 · 54 · 55 · 56 | 8                         | 1884 · 1886 · 1888 · 1890 · 1892 · 1894 · 1896 · 1898 · 1900 Dimessosi                                |
| Vacante                                      | Vacante              | Vacante                | Vacante                   | 4 marzo 1901    | 8 aprile 1901     | 57                                    |                           | |
| 22                                           |                      | Llewellyn Powers       | Repubblicano              | 8 aprile 1901   | 28 luglio 1908    | 57 · 58 · 59 · 60                     | 3 1⁄2                     | Eletto per terminare il mandato di Boutelle · 1902 · 1904 · 1906 · Deceduto                           |
| Vacante                                      | Vacante              | Vacante                | Vacante                   | 28 luglio 1908  | 3 novembre 1908   | 60                                    |                           | |
| 23                                           |                      | Frank E. Guernsey      | Repubblicano              | 3 novembre 1908 | 3 marzo 1917      | 60 · 61 · 62 · 63 · 64                | 4 1⁄2                     | Eletto per terminare il mandato di Powers · 1908 · 1910 · 1912 · 1914 Candidatosi al Senato           |
| 24                                           |                      | Ira G. Hersey          | Repubblicano              | 4 marzo 1917    | 3 marzo 1929      | 65 · 66 · 67 · 68 · 69 · 70           | 6                         | 1916 · 1918 · 1920 · 1922 · 1924 · 1926 Non ottenne la ricandidatura                                  |
| 25                                           |                      | Donald F. Snow         | Repubblicano              | 4 marzo 1929    | 3 marzo 1933      | 71 · 72                               | 2                         | 1928 · 1930 Non ottenne la ricandidatura nel 3° distretto                                             |
| Il distretto venne eliminato il 3 marzo 1933 |                      |                        |                           |                 |                   |                                       |                           | |

### 5º distretto
| N.                                           | Foto    | Rappresentante        | Partito                                       | Carica            | Carica            | Congresso              | Mandati | Elezioni                                                                              |
| N.                                           | Foto    | Rappresentante        | Partito                                       | Inizio            | Termine           | Congresso              | Mandati | Elezioni                                                                              |
| -------------------------------------------- | ------- | --------------------- | --------------------------------------------- | ----------------- | ----------------- | ---------------------- | ------- | ------------------------------------------------------------------------------------- |
| Il distretto venne creato il 4 marzo 1821    |         |                       |                                               |                   |                   |                        |         |                                                                                       |
| 1                                            |         | Ebenezer Herrick      | Democratico-Repubblicano                      | 4 marzo 1821      | 3 marzo 1823      | 17                     | 1       | 1821 Ricandidatosi nel 3° distretto                                                   |
| 2                                            |         | Enoch Lincoln         | Democratico-Repubblicano poi Anti-Jacksoniano | 4 marzo 1823      | gennaio 1826      | 18 · 19                | 1 1⁄2   | 1823 · 1824 Dimessosi                                                                 |
| Vacante                                      | Vacante | Vacante               | Vacante                                       | gennaio 1826      | 11 settembre 1826 | 19                     |         |                                                                                       |
| 3                                            |         | James W. Ripley       | Jacksoniano                                   | 11 settembre 1826 | 12 marzo 1830     | 19 · 20 · 21           | 2 1⁄2   | Set 1826 · 1826 · 1828 Dimessosi                                                      |
| Vacante                                      | Vacante | Vacante               | Vacante                                       | 12 marzo 1830     | 6 dicembre 1830   | 21                     |         |                                                                                       |
| 4                                            |         | Cornelius Holland     | Jacksoniano                                   | 6 dicembre 1830   | 3 marzo 1833      | 21 · 22                | 1 1⁄2   | Eletto per terminare il mandato di Ripley · 1830 Non ricandidatosi                    |
| 5                                            |         | Moses Mason Jr.       | Jacksoniano                                   | 4 marzo 1833      | 3 marzo 1837      | 23 · 24                | 2       | 1833 · 1834 Non ricandidatosi                                                         |
| 6                                            |         | Timothy J. Carter     | Democratico                                   | 4 marzo 1837      | 14 marzo 1838     | 25                     | 1⁄2     | 1836 Deceduto                                                                         |
| Vacante                                      | Vacante | Vacante               | Vacante                                       | 14 marzo 1838     | 29 maggio 1838    | 25                     |         |                                                                                       |
| 7                                            |         | Virgil D. Parris      | Democratico                                   | 29 maggio 1838    | 3 marzo 1841      | 25 · 26                | 1 1⁄2   | Eletto per terminare il mandato di Carter · 1838 Non ottenne la ricandidatura         |
| 8                                            |         | Nathaniel Littlefield | Democratico                                   | 4 marzo 1841      | 3 marzo 1843      | 27                     | 1       | 1840 Non ricandidatosi                                                                |
| 9                                            |         | Benjamin White        | Democratico                                   | 4 marzo 1843      | 3 marzo 1845      | 28                     | 1       | 1843 Non ricandidatosi                                                                |
| 10                                           |         | Cullen Sawtelle       | Democratico                                   | 4 marzo 1845      | 3 marzo 1847      | 29                     | 1       | 1844 Non ricandidatosi                                                                |
| 11                                           |         | Ephraim K. Smart      | Democratico                                   | 4 marzo 1847      | 3 marzo 1849      | 30                     | 1       | 1846 Non ricandidatosi                                                                |
| 12                                           |         | Cullen Sawtelle       | Democratico                                   | 4 marzo 1849      | 3 marzo 1851      | 31                     | 1       | 1848 Non ricandidatosi                                                                |
| 13                                           |         | Ephraim K. Smart      | Democratico                                   | 4 marzo 1851      | 3 marzo 1853      | 32                     | 1       | 1848 Non ricandidatosi                                                                |
| 14                                           |         | Israel Washburn Jr.   | Whig poi Repubblicano                         | 4 marzo 1853      | 1 gennaio 1861    | 33 · 34 · 35 · 36      | 4       | 1852 · 1854 · 1856 · 1858 Candidatosi a Governatore e dimessosi all'entrata in carica |
| Vacante                                      | Vacante | Vacante               | Vacante                                       | 1 gennaio 1861    | 2 gennaio 1861    | 36                     |         |                                                                                       |
| 15                                           |         | Stephen Coburn        | Repubblicano                                  | 2 gennaio 1861    | 3 marzo 1861      | 36                     | 1⁄2     | Eletto per terminare il mandato di Washburn Non ricandidatosi                         |
| 16                                           |         | John H. Rice          | Repubblicano                                  | 4 marzo 1861      | 3 marzo 1863      | 37                     | 1       | 1860 Ricandidatosi nel 4° distretto                                                   |
| 17                                           |         | Frederick A. Pike     | Repubblicano                                  | 4 marzo 1863      | 3 marzo 1869      | 38 · 39 · 40           | 3       | 1862 · 1864 · 1866 · 1858 Non ottenne la ricandidatura                                |
| 18                                           |         | Eugene Hale           | Repubblicano                                  | 4 marzo 1869      | 3 marzo 1879      | 41 · 42 · 43 · 44 · 45 | 5       | 1868 · 1870 · 1872 · 1874 · 1876 Perse la rielezione                                  |
| 19                                           |         | Thompson Henry Murch  | Greenback                                     | 4 marzo 1879      | 3 marzo 1883      | 46 · 47                | 2       | 1878 · 1880 Ricandidatosi nel distretto at-large Perse la rielezione                  |
| Il distretto venne eliminato il 3 marzo 1883 |         |                       |                                               |                   |                   |                        |         |                                                                                       |

### 6º distretto
| N.                                           | Foto | Rappresentante       | Partito                                       | Carica       | Carica       | Congresso    | Mandati | Elezioni                                                                            |
| N.                                           | Foto | Rappresentante       | Partito                                       | Inizio       | Termine      | Congresso    | Mandati | Elezioni                                                                            |
| -------------------------------------------- | ---- | -------------------- | --------------------------------------------- | ------------ | ------------ | ------------ | ------- | ----------------------------------------------------------------------------------- |
| Il distretto venne creato il 4 marzo 1821    |      |                      |                                               |              |              |              |         |                                                                                     |
| 1                                            |      | Joshua Cushman       | Democratico-Repubblicano                      | 4 marzo 1821 | 3 marzo 1823 | 17           | 1       | Proveniente dal 19° distretto del Massachusetts 1820 Ricandidatosi nel 4° distretto |
| 2                                            |      | Jeremiah O'Brien     | Democratico-Repubblicano poi Anti-Jacksoniano | 4 marzo 1823 | 3 marzo 1829 | 18 · 19 · 20 | 3       | 1823 · 1824 · 1826 Perse la rielezione                                              |
| 3                                            |      | Leonard Jarvis       | Jacksoniano                                   | 4 marzo 1829 | 3 marzo 1833 | 21 · 22      | 2       | Apr 1830 · Set 1830 Ricandidatosi nel 7° distretto                                  |
| 4                                            |      | Joseph Hall          | Jacksoniano                                   | 4 marzo 1833 | 3 marzo 1837 | 23 · 24      | 2       | 1833 · 1834 Non ricandidatosi                                                       |
| 5                                            |      | Hugh J. Anderson     | Democratico                                   | 4 marzo 1837 | 3 marzo 1841 | 25 · 26      | 2       | 1836 · 1838 Non ricandidatosi                                                       |
| 6                                            |      | Alfred Marshall      | Democratico                                   | 4 marzo 1841 | 3 marzo 1843 | 27           | 1       | 1840 Non ricandidatosi                                                              |
| 7                                            |      | Hannibal Hamlin      | Democratico                                   | 4 marzo 1843 | 3 marzo 1847 | 28 · 29      | 2       | 1843 · 1844 Candidatosi al Senato                                                   |
| 8                                            |      | James S. Wiley       | Democratico                                   | 4 marzo 1847 | 3 marzo 1849 | 30           | 1       | 1846 Non ricandidatosi                                                              |
| 9                                            |      | Charles Stetson      | Democratico                                   | 4 marzo 1849 | 3 marzo 1851 | 31           | 1       | 1848 Non ottenne la ricandidatura                                                   |
| 10                                           |      | Israel Washburn Jr.  | Whig                                          | 4 marzo 1851 | 3 marzo 1853 | 32           | 1       | 1850 Ricandidatosi nel 5° distretto                                                 |
| 11                                           |      | Thomas Fuller        | Democratico                                   | 4 marzo 1853 | 3 marzo 1857 | 33 · 34      | 2       | 1852 · 1854 Non ricandidatosi                                                       |
| 12                                           |      | Stephen Clark Foster | Repubblicano                                  | 4 marzo 1857 | 3 marzo 1861 | 35 · 36      | 2       | 1856 · 1858 Non ricandidatosi                                                       |
| 13                                           |      | Frederick A. Pike    | Repubblicano                                  | 4 marzo 1861 | 3 marzo 1863 | 37           | 1       | 1860 Ricandidatosi nel 5° distretto                                                 |
| Il distretto venne eliminato il 3 marzo 1863 |      |                      |                                               |              |              |              |         |                                                                                     |

### 7º distretto
| N.                                           | Foto | Rappresentante    | Partito                                       | Carica       | Carica       | Congresso | Mandati | Elezioni                                                                          |
| N.                                           | Foto | Rappresentante    | Partito                                       | Inizio       | Termine      | Congresso | Mandati | Elezioni                                                                          |
| -------------------------------------------- | ---- | ----------------- | --------------------------------------------- | ------------ | ------------ | --------- | ------- | --------------------------------------------------------------------------------- |
| Il distretto venne creato il 4 marzo 1821    |      |                   |                                               |              |              |           |         |                                                                                   |
| 1                                            |      | Enoch Lincoln     | Democratico-Repubblicano                      | 4 marzo 1821 | 3 marzo 1823 | 17        | 1       | Proveniente dal 20° distretto del Massachusetts 1820 Candidatosi nel 5° distretto |
| 2                                            |      | David Kidder      | Democratico-Repubblicano poi Anti-Jacksoniano | 4 marzo 1823 | 3 marzo 1827 | 18 · 19   | 2       | 1823 · 1824 Non ricandidatosi                                                     |
| 3                                            |      | Samuel Butman     | Anti-Jacksoniano                              | 4 marzo 1827 | 3 marzo 1831 | 20 · 21   | 2       | 1827 · 1828 Non ricandidatosi                                                     |
| 4                                            |      | James Bates       | Jacksoniano                                   | 4 marzo 1831 | 3 marzo 1833 | 22        | 1       | 1830 Non ricandidatosi                                                            |
| 5                                            |      | Leonard Jarvis    | Jacksoniano                                   | 4 marzo 1833 | 3 marzo 1837 | 23 · 24   | 2       | 1833 · 1834 Non ricandidatosi                                                     |
| 6                                            |      | Joseph C. Noyes   | Whig                                          | 4 marzo 1837 | 3 marzo 1839 | 25        | 1       | 1836 Perse la rielezione                                                          |
| 7                                            |      | Joshua A. Lowell  | Democratico                                   | 4 marzo 1839 | 3 marzo 1843 | 26 · 27   | 2       | 1838 · 1840 Non ricandidatosi                                                     |
| 8                                            |      | Shepard Cary      | Democratico                                   | 4 marzo 1843 | 3 marzo 1845 | 28        | 1       | 1842 Non ricandidatosi                                                            |
| 9                                            |      | Hezekiah Williams | Democratico                                   | 4 marzo 1845 | 3 marzo 1849 | 29 · 30   | 2       | 1844 · 1846 Non ricandidatosi                                                     |
| 10                                           |      | Thomas Fuller     | Democratico                                   | 4 marzo 1849 | 3 marzo 1853 | 31 · 32   | 2       | 1848 · 1850 Ricandidatosi nel 6° distretto                                        |
| Il distretto venne eliminato il 3 marzo 1853 |      |                   |                                               |              |              |           |         |                                                                                   |

### 8º distretto
| N.                                           | Foto | Rappresentante    | Partito     | Carica       | Carica       | Congresso | Mandati | Elezioni                                           |
| N.                                           | Foto | Rappresentante    | Partito     | Inizio       | Termine      | Congresso | Mandati | Elezioni                                           |
| -------------------------------------------- | ---- | ----------------- | ----------- | ------------ | ------------ | --------- | ------- | -------------------------------------------------- |
| Il distretto venne creato il 4 marzo 1833    |      |                   |             |              |              |           |         |                                                    |
| 1                                            |      | Gorham Parks      | Jacksoniano | 4 marzo 1833 | 3 marzo 1837 | 23 · 24   | 2       | 1832 · 1834 Candidatosi come Governatore del Maine |
| 2                                            |      | Thomas Davee      | Democratico | 4 marzo 1837 | 3 marzo 1841 | 25 · 26   | 2       | 1836 · 1838 Non ricandidatosi                      |
| 3                                            |      | Elisha Hunt Allen | Whig        | 4 marzo 1841 | 3 marzo 1843 | 27        | 1       | 1840                                               |
| Il distretto venne eliminato il 3 marzo 1843 |      |                   |             |              |              |           |         |                                                    |